# Élections législatives de 1973 dans la Vendée
Les élections législatives françaises de 1973 se déroulent les 4 et 11 mars 1973. Dans le département de la Vendée, quatre députés sont à élire dans le cadre de quatre circonscriptions.

## Élus
| Circonscription | Député sortant  | Parti | Parti | Député élu ou réélu | Parti | Parti                     |
| --------------- | --------------- | ----- | ----- | ------------------- | ----- | ------------------------- |
| 1re             | Paul Caillaud   |       | RI    | Paul Caillaud       |       | RI                        |
| 2e              | Marcel Bousseau |       | UDR   | André Forens        |       | Divers droite (Gaulliste) |
| 3e              | Pierre Mauger   |       | UDR   | Pierre Mauger       |       | UDR                       |
| 4e              | Vincent Ansquer |       | UDR   | Vincent Ansquer     |       | UDR                       |

## Résultats

### Résultats à l'échelle du département
| Parti                 | Parti                                   | Premier tour | Premier tour | Second tour | Second tour | Sièges |
| Parti                 | Parti                                   | Voix         | %            | Voix        | %           | Sièges |
| --------------------- | --------------------------------------- | ------------ | ------------ | ----------- | ----------- | ------ |
|                       | Union des démocrates pour la République | 79 388       | 35,06        | 25 866      | 23,29       | 2      |
|                       | Républicains indépendants               | 47 497       | 20,98        | 21 163      | 19,06       | 1      |
|                       | Divers droite (gaulliste)               | 16 571       | 7,32         | 30 689      | 27,64       | 1      |
|                       | Union des républicains de progrès       | 143 456      | 63,35        | 77 718      | 69,99       | 4      |
|                       |                                         |              |              |             |             |        |
|                       | Parti socialiste                        | 29 947       | 13,23        | 33 319      | 30,01       | 0      |
|                       | Parti communiste français               | 18 753       | 8,28         | Retrait     | Retrait     | 0      |
|                       | Parti socialiste unifié                 | 7 065        | 3,12         |             |             | 0      |
|                       | Union de la gauche                      | 55 765       | 24,63        | 33 319      | 30,01       | 0      |
|                       |                                         |              |              |             |             |        |
|                       | Mouvement réformateur                   | 27 221       | 12,02        | Retrait     | Retrait     | 0      |
|                       |                                         |              |              |             |             |        |
| Inscrits              | Inscrits                                | 273 569      | 100,00       | 140 215     | 100,00      | 4      |
| Abstentions           | Abstentions                             | 40 140       | 14,67        | 26 235      | 18,71       |        |
| Votants               | Votants                                 | 233 429      | 85,33        | 113 980     | 81,29       |        |
| Blancs et nuls        | Blancs et nuls                          | 6 987        | 2,99         | 2 943       | 2,58        |        |
| Exprimés              | Exprimés                                | 226 442      | 97,01        | 111 037     | 97,42       |        |
| Source : Data.gouv.fr |                                         |              |              |             |             |        |

### Résultats par circonscription

#### Première circonscription (La Roche-sur-Yon)
|                | Paul Caillaud sortant réélu | RI (URP)       | 29 262 | 53,52  |  |  |  |
|                | Louis Champain              | MR             | 10 323 | 18,88  |  |  |  |
|                | Jean-René Brukhovetsky      | PS (UGSD)      | 5 470  | 10     |  |  |  |
|                | Jean-François Morineau      | PSU            | 5 270  | 9,64   |  |  |  |
|                | Marcel Guintard             | PCF            | 4 350  | 7,96   |  |  |  |
|                |                             |                |        |        |  |  |  |
| Inscrits       | Inscrits                    | Inscrits       | 65 207 | 100,00 |  |  |  |
| Abstentions    | Abstentions                 | Abstentions    | 8 563  | 13,13  |  |  |  |
| Votants        | Votants                     | Votants        | 56 644 | 86,87  |  |  |  |
| Blancs et nuls | Blancs et nuls              | Blancs et nuls | 1 969  | 3,48   |  |  |  |
| Exprimés       | Exprimés                    | Exprimés       | 54 675 | 96,52  |  |  |  |

#### Deuxième circonscription (Fontenay-le-Comte)
| Candidat       | Candidat                | Parti                     | Premier tour | Premier tour | Second tour | Second tour |  |
| Candidat       | Candidat                | Parti                     | Voix         | %            | Voix        | %           |  |
| -------------- | ----------------------- | ------------------------- | ------------ | ------------ | ----------- | ----------- |  |
|                | André Forens élu        | Divers droite (Gaulliste) | 15 976       | 30,89        | 30 689      | 61,02       |  |
|                | Marcel Bousseau sortant | UDR (URP)                 | 14 444       | 27,92        | Retrait     | Retrait     |  |
|                | André Faucon            | PS (UGSD)                 | 8 945        | 17,29        | 19 605      | 38,98       |  |
|                | Odette Roux             | PCF                       | 6 841        | 13,23        | Retrait     | Retrait     |  |
|                | Joseph Careil           | CD (MR)                   | 3 145        | 6,08         |             |             |  |
|                | Jean Mallet             | PSU                       | 1 795        | 3,47         |             |             |  |
|                | Gaëtan Texier           | Divers droite             | 580          | 1,12         |             |             |  |
|                |                         |                           |              |              |             |             |  |
| Inscrits       | Inscrits                | Inscrits                  | 63 806       | 100,00       | 63 796      | 100,00      |  |
| Abstentions    | Abstentions             | Abstentions               | 10 782       | 16,9         | 11 980      | 18,78       |  |
| Votants        | Votants                 | Votants                   | 53 024       | 83,1         | 51 816      | 81,22       |  |
| Blancs et nuls | Blancs et nuls          | Blancs et nuls            | 1 298        | 2,45         | 1 522       | 2,94        |  |
| Exprimés       | Exprimés                | Exprimés                  | 51 726       | 97,55        | 50 294      | 97,06       |  |

#### Troisième circonscription (Les Sables-d'Olonne)
| Candidat       | Candidat                    | Parti          | Premier tour | Premier tour | Second tour | Second tour |  |
| Candidat       | Candidat                    | Parti          | Voix         | %            | Voix        | %           |  |
| -------------- | --------------------------- | -------------- | ------------ | ------------ | ----------- | ----------- |  |
|                | Pierre Mauger sortant réélu | UDR (URP)      | 20 223       | 33,23        | 25 866      | 42,58       |  |
|                | Jean Léveillé               | RI             | 18 235       | 29,97        | 21 163      | 34,84       |  |
|                | Jean Alibert                | PS (UGSD)      | 9 436        | 15,51        | 13 714      | 22,58       |  |
|                | Édouard Anger               | CD (MR)        | 7 866        | 12,93        | Retrait     | Retrait     |  |
|                | Michel Clément              | PCF            | 5 075        | 8,34         |             |             |  |
|                | François Boux de Casson     | Divers droite  | 15           | 0,02         |             |             |  |
|                |                             |                |              |              |             |             |  |
| Inscrits       | Inscrits                    | Inscrits       | 76 429       | 100,00       | 76 419      | 100,00      |  |
| Abstentions    | Abstentions                 | Abstentions    | 13 416       | 17,55        | 14 255      | 18,65       |  |
| Votants        | Votants                     | Votants        | 63 013       | 82,45        | 62 164      | 81,35       |  |
| Blancs et nuls | Blancs et nuls              | Blancs et nuls | 2 163        | 3,43         | 1 421       | 2,29        |  |
| Exprimés       | Exprimés                    | Exprimés       | 60 850       | 96,57        | 60 743      | 97,71       |  |

#### Quatrième circonscription (Les Herbiers)
|                | Vincent Ansquer sortant réélu | UDR (URP)      | 44 721 | 75,55  |  |  |  |
|                | Daniel Pérault                | PS (UGSD)      | 6 096  | 10,3   |  |  |  |
|                | Yves Mazelpeux                | MDSF (MR)      | 5 887  | 9,95   |  |  |  |
|                | Eugène Balanger               | PCF            | 2 487  | 4,2    |  |  |  |
|                |                               |                |        |        |  |  |  |
| Inscrits       | Inscrits                      | Inscrits       | 68 127 | 100,00 |  |  |  |
| Abstentions    | Abstentions                   | Abstentions    | 7 379  | 10,83  |  |  |  |
| Votants        | Votants                       | Votants        | 60 748 | 89,17  |  |  |  |
| Blancs et nuls | Blancs et nuls                | Blancs et nuls | 1 557  | 2,56   |  |  |  |
| Exprimés       | Exprimés                      | Exprimés       | 59 191 | 97,44  |  |  |  |